# Nehanda Nyakasikana

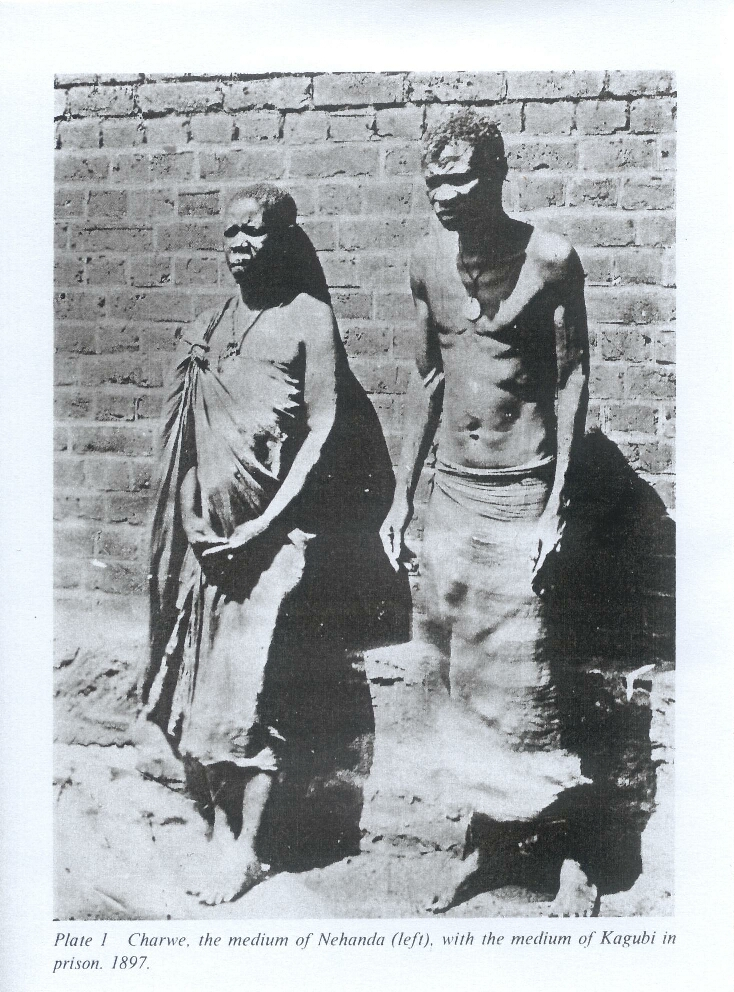
Nehanda Nyakasikana (Izquierdo) y Sekuru Kaguvi (derecha), después de su 1897 captura

Nehanda Charwe Nyakasikana (c. 1840 –1898) era una svikiro o medium espíritual la población de Zimbawe conocidas como Zezuru Shona. Como líder espiritual del pueblo Shona, los alentó a rebelarse contra la Compañía de Sudáfrica británica de Mashonaland y Matebeleland. Ella era una influencia muy importante en la Dinastía Hwata Mufakose. Finalmente ella y su compañera Kaguvi fueron capturadas y ejecutadas por el gobierno británico.

## Historia
El espíritu Nehanda se dice que es el mhondoro, un real mudzimu (espíritu ancestral) o "espíritu de león". Una vez este espíritu residió en Nyamhika, una de las hijas de Nyatsimba Mutota, a la que nombraron Nehanda al nacer. Nyatsimba Mutota fue el primer dirigente del estado Munhumutapa.
Como medium del espíritu Nehanda, Nyakasikana hizo programar ritos y ceremonias para garantizar la salud de las tropas y la lluvia. Por medio del espíritu de Nehanda Charwe Nyakasikana mantuvo buenas relaciones entre el pueblo Zezuru y los primeros pioneros europeos. Pero en 1984 se rebelaran contra el "impuesto de cabaña" y otros impuestos. Y los dos pueblos Ndebele y el Shona en junio de 1896, con lo que se conoció como Chimurenga o la Segunda Guerra Matabele. La rebelión, en Mashonaland al menos, estuvo apoyada por los dirigentes religiosos tradicionales que incluyen Nyakasikana. Después terminó esta rebelión en 1897, Nyakasikana fue capturada y acusada del asesinato de Comisario Nativo Pollard. Esté hallada culpable después de los testigos oculares afirmaran que ella había pedido que le cortaran la cabeza Pollard. Por ello fue ahorcada. Surgieron muchas leyendas alrededor de que no había sido sencillo matarla.

## Legado
La heroicidad de Nehanda devenía una fuente significativa de inspiración en la lucha nacionalista para liberation en los años 60 y 70. Su nombre es ahora normalmente prefijado por el título respetuoso de Mbuya, o abuela. La sección del hospital maternal Parirenyatwa Hospital en Harare  lleva su nombre. La Universidad de Ciencias de Salud de la Universidad de Zimbabue esta también ubicada allí.

## Estatua
En mayo de 2021, se inauguró una estatua de Mbuya Nehanda en Harare, la capital de Zimbabue, a lo largo del camino de Julias Nyerere.